# 中国人民解放军驻北京市老干部服务管理局
中国人民解放军驻北京市老干部服务管理局，位于北京市海淀区中关村南大街28号，隶属中国人民解放军北京卫戍区。

## 沿革
中央军委政治工作部白石桥老干部服务管理局
前身是中国人民解放军总政治部白石桥老干部服务管理局，隶属中国人民解放军总政治部。下设多个离职干部休养所。1986年成立中国人民解放军总政治部白石桥老干部服务管理局老年大学。2016年在深化国防和军队改革中，中国人民解放军总政治部撤销。该局转隶中央军委政治工作部，更名中央军委政治工作部白石桥老干部服务管理局，仍位于北京市海淀区中关村南大街28号。下设第一至第六离职干部休养所
中央军委政治工作部玉泉路老干部服务管理局
前身是中国人民解放军总政治部玉泉路老干部服务管理局，隶属中国人民解放军总政治部。下设玉泉路、金沟河、朝阳、大兴、良乡离职干部休养所。1987年12月26日，成立中国人民解放军总政治部玉泉路老干部服务管理局老干部大学。2016年在深化国防和军队改革中，中国人民解放军总政治部撤销。该局转隶中央军委政治工作部，更名中央军委政治工作部玉泉路老干部服务管理局。仍位于北京市海淀区复兴路40号。
中央军委机关事务管理总局北极寺老干部服务管理局
位于北京市海淀区花园东路8号。原为中国人民解放军总参谋部管理局北极寺离休干部服务管理处。2003年12月，中国人民解放军总参谋部管理局扩编为中国人民解放军总参谋部管理保障部，该处改为中国人民解放军总参谋部管理保障部北极寺离休干部服务管理处。2006年，在北京召开了中国人民解放军总参谋部管理保障部北极寺离休干部服务管理处更名中国人民解放军总参谋部管理保障部北极寺老干部服务管理局大会，总参谋部管理保障部李天策部长讲话要求北极寺老干部服务管理局作为全军最大的离休干部管理机构，高标准做好老干部“两高期”的服务管理工作。
中国人民解放军总参谋部管理保障部北极寺老干部服务管理局隶属中国人民解放军总参谋部管理保障部。成立时担负着来自全军七个大单位1800名老干部的服务管理工作。下设幼儿园、门诊部以及十多个干休所等机构。
2016年，在深化国防和军队改革中，中国人民解放军总参谋部管理保障部撤销。该局转隶中央军委机关事务管理总局，更名中央军委机关事务管理总局北极寺老干部服务管理局。下辖33个干休所，服务的离退休老干部从副军级到正大军区级。该局还下设有幼儿园等单位。
中国人民解放军驻北京市老干部服务管理局
2016年，军队各级党委机关和地方各级党委政府，按照习近平关于做好老干部工作的指示，将军队离退休干部移交政府安置工作作为服务深化国防和军队改革的重要任务，2016年共向政府移交安置离退休干部7400多人，全军历年累计移交安置人数突破30万。
2017年底，成立中国人民解放军驻北京市老干部服务管理局，隶属中国人民解放军北京卫戍区。设有指挥监控中心、文化活动中心、门诊部、食堂等设施。2018年2月13日，中共中央政治局委员、中央军委副主席张又侠到中国人民解放军驻北京市老干部服务管理局调研慰问。
驻北京市老干部服务管理局下设五个综合服务保障中心。其中，第三综合服务保障中心前身是原中央军委政治工作部玉泉路老干部服务管理局，第四综合服务保障中心前身是原中央军委机关事务管理总局北极寺老干部服务管理局，第五综合服务保障中心前身是原中央军委政治工作部白石桥老干部服务管理局。

## 机构设置
- 第一综合服务保障中心
- 第二综合服务保障中心
- 第三综合服务保障中心
- 第四综合服务保障中心
- 第五综合服务保障中心

## 历任领导
中央军委政治工作部白石桥老干部服务管理局
| 局长 …… - 赵春波（？—2016年，总政治部白石桥老干部服务管理局局长） | 政治委员 …… - 刘吉峰（？—？，总政治部白石桥老干部服务管理局政治委员） |

中央军委政治工作部玉泉路老干部服务管理局
| 局长 …… - 郑亚斌（？—？，总政治部玉泉路老干部服务管理局局长） | 政治委员 …… - 刘法安（？—？，总政治部玉泉路老干部服务管理局政治委员） |

中央军委机关事务管理总局北极寺老干部服务管理局
| 管理委员会主任 …… - 杨双才（2016年—2017年） 管理委员会副主任 …… - 邱祖余（2016年—2017年） | 政治委员 …… - 范亚兵（2016年—2017年） 政治部主任 …… - 金明武（2006年—？，总参谋部管理保障部北极寺老干部服务管理局政治部主任） …… - 张黎（2016年—2017年） |

中国人民解放军驻北京市老干部服务管理局
| 局长 | 政治委员 |